# Oreochromis latilabris
Espèce
Statut de conservation UICN

 VU  : Vulnérable
Oreochromis latilabris est une espèce de poissons d'eau douce de la famille des Cichlidae (ordre des Cichliformes).

## Répartition
Ce poisson est endémique de Tanzanie. Il ne se rencontre que dans le lac Natron.

## Description
Alcolapia latilabris peut mesurer jusqu'à 62 mm, queue non comprise.

## Aquariophilie
Cette espèce de Cichlidae vit dans une eau dure et salée, se rapprochant de celle des poissons d'eau de mer. Les lacs salins de cette zone africaine sont également très chauds.

## Systématique
Le nom valide complet (avec auteur) de ce taxon est Oreochromis latilabris Seegers (d) & Tichy (d), 1999.
Oreochromis latilabris a pour synonyme invalide :
- Alcolapia latilabris (Seegers & Tichy, 1999)

### Étymologie
Son épithète spécifique, dérivée du latin latus, « large », et labris, « lèvre », fait référence à ses larges et épaisses lèvres.

### Publication originale
- (en) L. Seegers et H. Tichy, « The Oreochromis alcalicus flock (Teleostei: Cichlidae) from lakes Natron and Magadi, Tanzania, and Kenya, with descriptions of two new species », Ichthyological Exploration of Freshwaters, Allemagne, vol. 10, no 2,‎ avril 1999, p. 97-146 (ISSN 0936-9902)